# Dammermaniellops birmanicus
Dammermaniellops birmanicus är en stekelart som beskrevs av Heinrich 1974. Dammermaniellops birmanicus ingår i släktet Dammermaniellops, och familjen brokparasitsteklar. Inga underarter finns listade.